# معاهده عدم تخاصم شوروی و چین

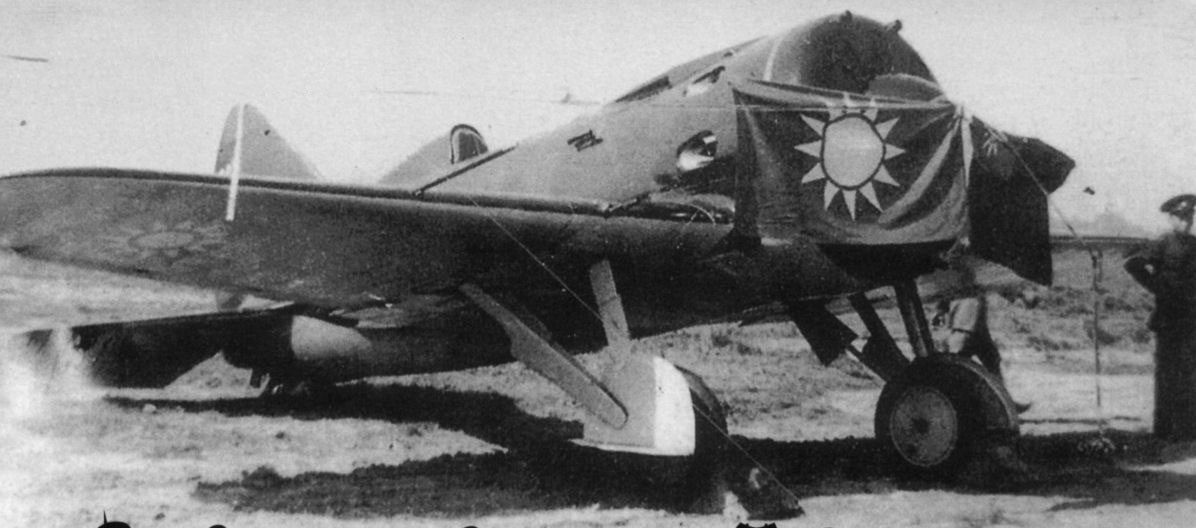
هواگرد آی-۱۶ با نشانی چینی؛ آی-۱۶ جنگنده هوایی اصلی نیروی هوایی چین و داوطلبان شوروی بود.

معاهدهٔ عدم تخاصم شوروی و چین در چینی سنتتی: 中蘇互不侵犯條約، چینی ساده‌شده: 中苏互不侵犯条约 و پین‌یین: Zhōng-sū hù bù qīnfàn tiáoyuē معاهده‌ای است که در ۲۱ اوت ۱۹۳۷ در نانجینگ میان جمهوری چین و اتحاد جماهیر شوروی در جریان جنگ دوم چین و ژاپن امضا شد. این معاهده روزی که امضا شد همان روز به کار بسته شد و در ۸ سپتامبر ۱۹۳۷ در فهرست معاهده‌های جهانی ثبت شد.

## اثر
این معاهده در آغاز باعث بهبود روابط میان کومینتانگ، دولت چیانگ کای‌شک و اتحاد جماهیر شوروی سوسیالیستی شد. پس از امضای معاهده دولت شوروی در عملیاتی به نام زت هواپیماهای کمکی و کمک‌های مالی به چین فرستاد تا در برابر اشغال ژاپن به آن‌ها کمک شده باشد. چیانگ امیدوار بود تا این معاهده مقدمه‌ای باشد برای دخالت مستقیم شوروی در جنگ اما در ادامه شوروی کمک‌های خود را کمتر هم کرد چون از طرفی نمی‌خواست هم‌پیمانانش یعنی بریتانیا، فرانسه و ایالات متحدهٔ آمریکا که دوست چین بودند را ناراحت کند از سوی دیگر نگران بود که آن‌ها به ژاپن در برابر شوروی کمک کنند تا با این کار هر دو را ضعیف کرده باشند. همچنین این معاهده باعث بدتر شدن رابطهٔ چین با آلمان نازی شد؛ به‌ویژه اینکه پیمان همکاری نظامی میان چین و آلمان خیلی ‌پیش‌تر به پایان رسیده بود.